# Louis-Auguste Bisson

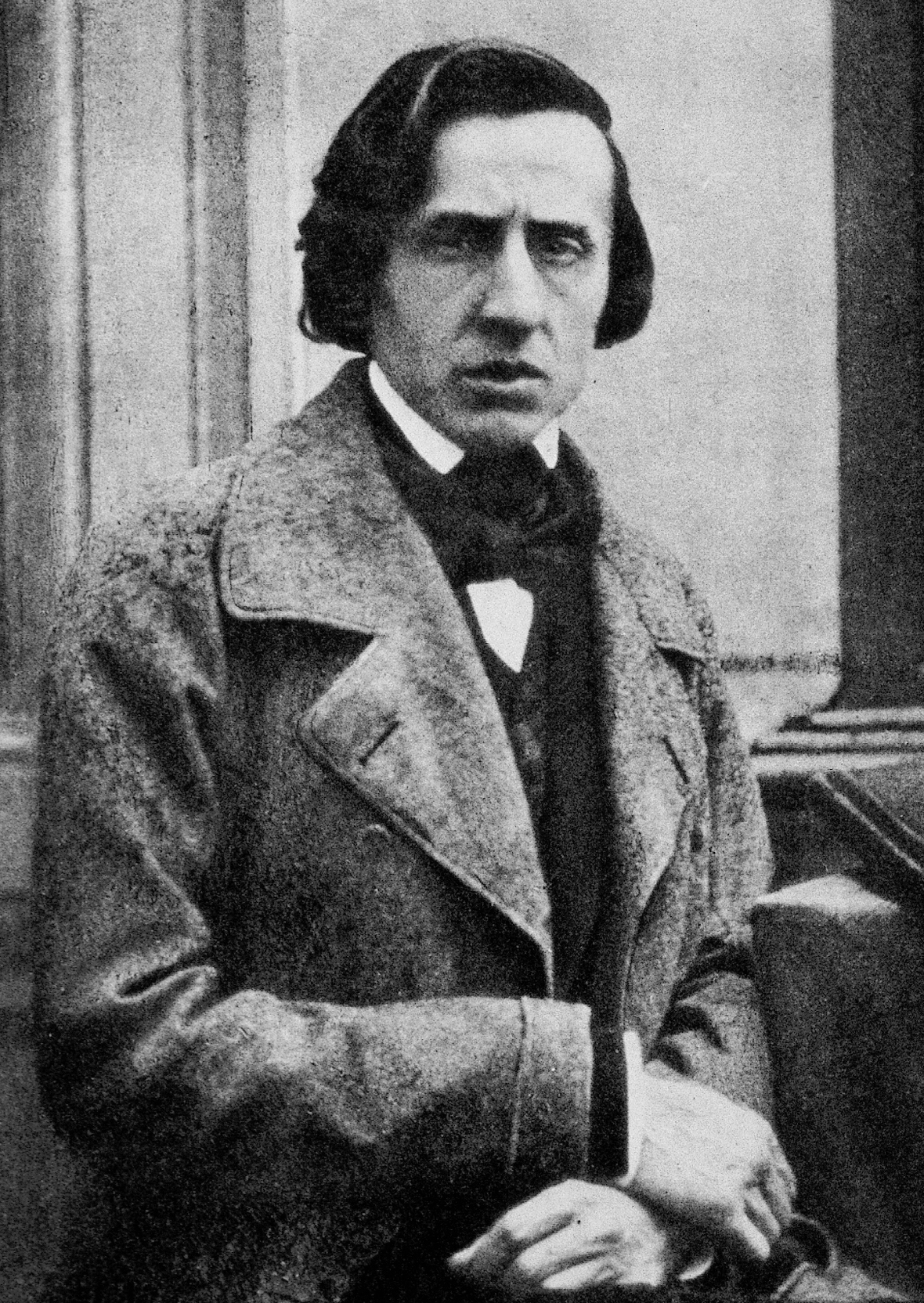
A única fotografia conhecida de Frédéric Chopin, tirada por Louis-Auguste Bisson em 1849

Louis-Auguste Bisson (1814-1876) foi um fotógrafo francês do século XIX.
Bisson abriu um estúdio fotográfico no início de 1841. Logo mais tarde, seu irmão Auguste-Rosalie Bisson (1826-1900) entrou em sociedade com ele. Seu estúdio era em La Madeleine em Paris, e eles tornaram-se famosos como os Irmãos Bisson.
Em 1860, acompanharam Napoleão III em sua visita à Saboia. A dupla produziu imagens notáveis da paisagem local. Tendo recebido uma resposta encorajadora ao seu trabalho, no ano seguinte, Auguste subiu o Monte Branco, levando consigo 25 carregadores para transportar seu equipamento.
As fotografias foram feitas usando o processo de colódio, com negativos muito grandes, muitas vezes de até 30 cm x 40 cm (12" x 16").
Os irmãos se recusaram a reduzir suas imagens ao tamanho do carte-de-visite e, consequentemente, depois de quatro anos, deixaram de operar seus negócios.
Uma das obras mais famosas atribuídas a este artista é sua fotografia do compositor Frédéric Chopin. A origem do retrato nunca foi adequadamente explicada e, posteriormente, a imagem foi excluída da exposição 'Les Bissons Photographes' na Biblioteca Nacional da França em 1999.